# Vườn quốc gia Haleakalā

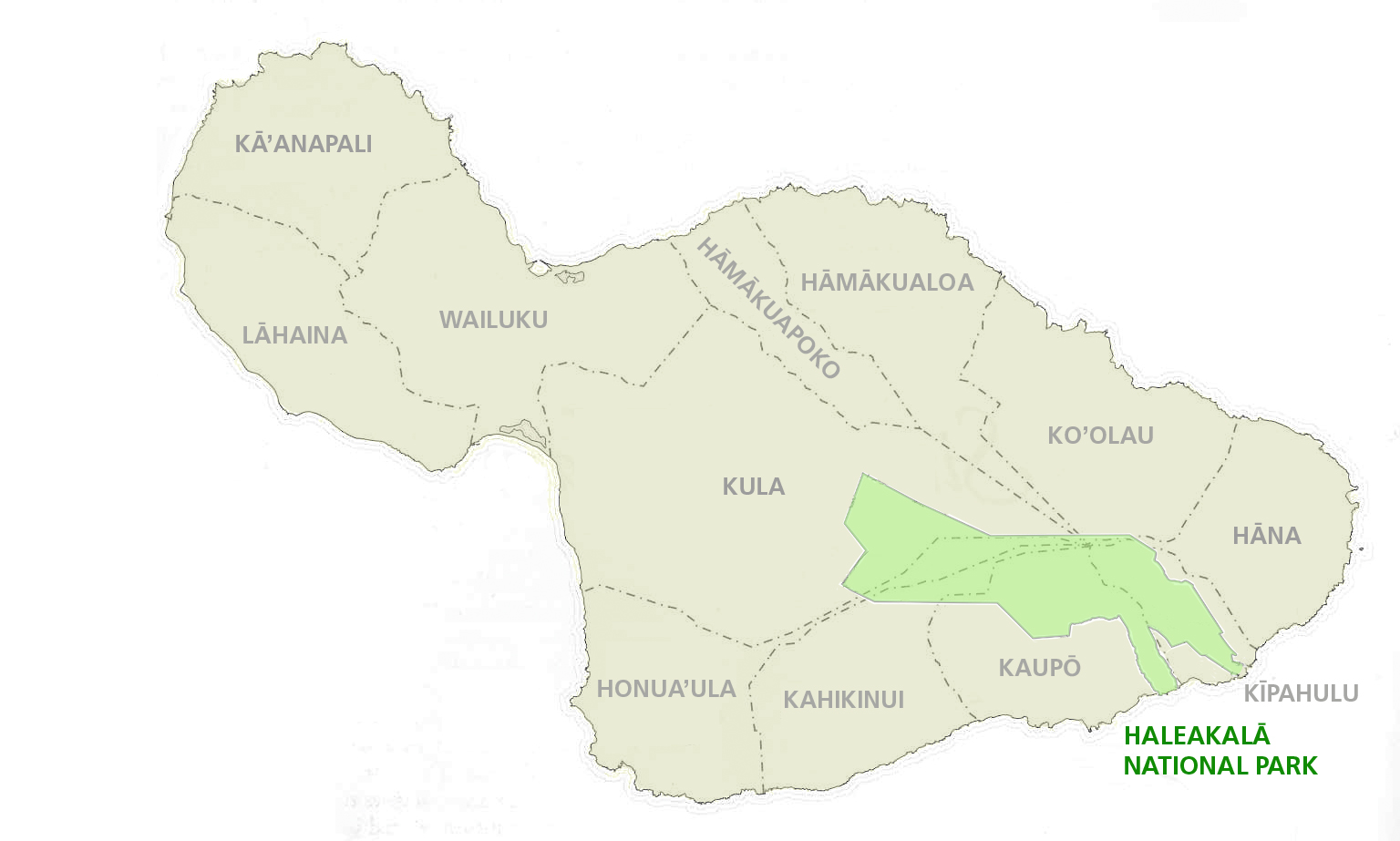
Vị trí của vườn quốc gia Haleakalā, một phần phía đông nam của đảo Maui.

Vườn quốc gia Haleakalā là một vườn quốc gia Hoa Kỳ nằm trên Maui, hòn đảo lớn thứ ba của tiểu bang Hawaii.Vườn quốc gia này có diện tích 33.265 mẫu Anh 33,265 mẫu Anh (0,13 km2),, trong đó 19,270 mẫu Anh (0,08 km2) là một khu vực hoang dã. Năm 2000, tên của nó đã được thay đổi theo Đạo luật Sửa đổi Vườn Quốc gia theo Ngôn ngữ Hawaii năm 2000.

## Lịch sử
Ban đầu khu vực là một phần của vườn quốc gia Hawaii cùng với các núi lửa Mauna Loa và Kilauea trên đảo Hawaii năm 1916. Đến năm 1961, Vườn quốc gia Núi lửa Hawaii được thành lập tách riêng khỏi vườn quốc gia Hawaii tạo thành hai vườn quốc gia riêng biệt. Diện tích của vườn quốc gia được chỉ định là một khu dữ trữ sinh quyển thế giới vào năm 1980. Tên Haleakalā theo ngôn ngữ Hawaii có nghĩa là "ngôi nhà của mặt trời". Theo một truyền thuyết địa phương thì á thần Maui đã giam cầm mặt trời ở đây để kéo dài ban ngày.
Vườn quốc gia bảo vệ khu vực tự nhiên của ngọn núi lửa "đang ngủ" Haleakalā (Đông Maui) mà đợt phun trào gần đây nhất là vào khoảng năm 1480 đến 1600. Vườn quốc gia Haleakalā được chia thành hai thành phần riêng biệt là khu vực ven biển Kipahulu và đỉnh và xung quanh đỉnh núi Haleakalā. Trung bình hàng năm có khoảng 1,4 triệu du khách ghé thăm vườn quốc gia này.

## Tự nhiên

### Khu vực núi Haleakalā

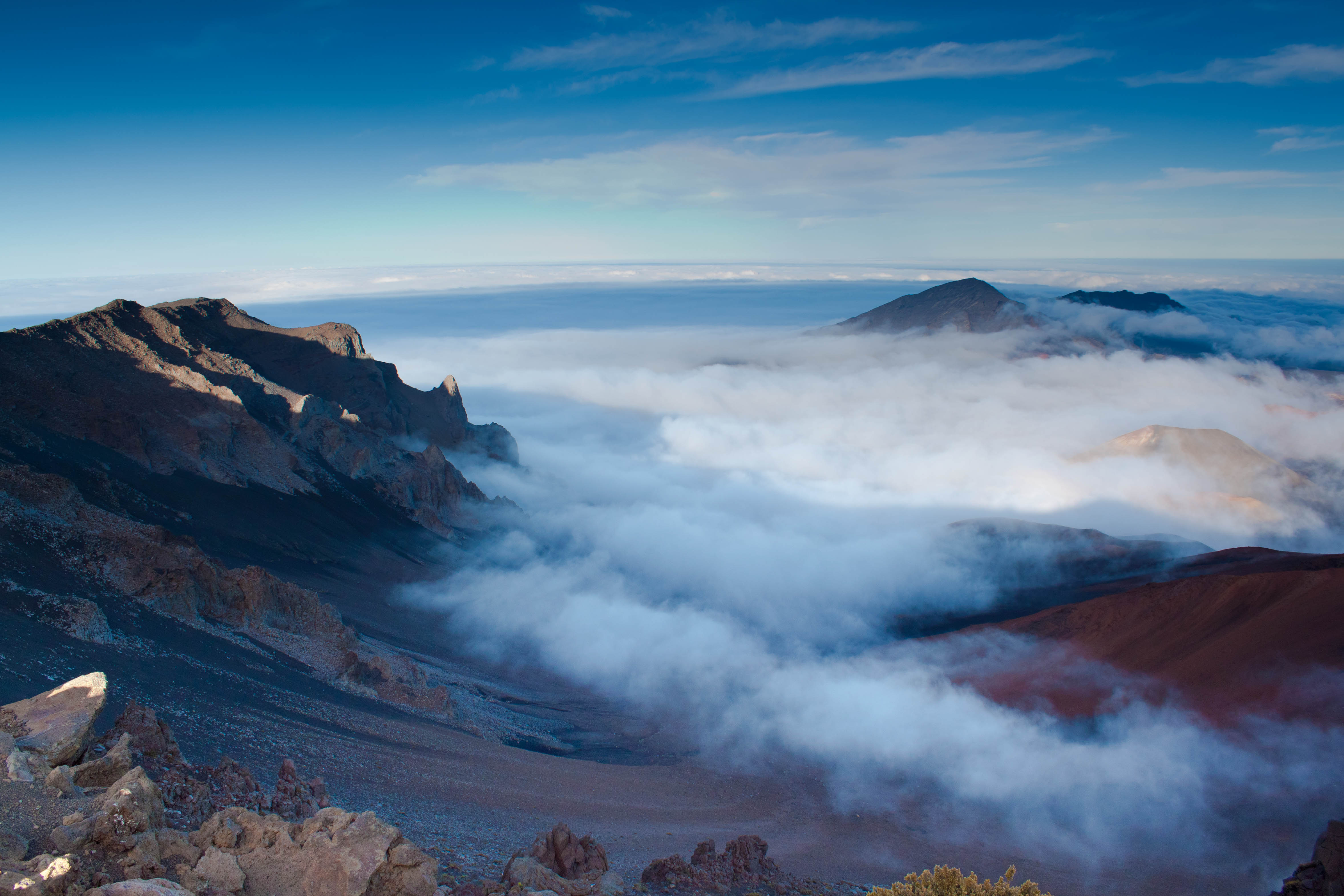
Miệng núi lửa Haleakalā.

Khu vực núi Haleakalā bao gồm miệng núi lửa Haleakalā và khu vực xung quanh. Đây là một núi lửa lớn với chiều dài 6,99 dặm (11,25 km), rộng 2,0 mi (3,2 km) và sâu 2.600 ft (790 m). Có hai con đường chính dẫn vào miệng núi lửa hình nón xỉ này là hai con đường mòn Halemau'u và Sliding Sands. Du khách tới đây thích hợp nhất là vào buổi sáng hoặc buổi chiểu để ngắm bình minh và hoàng hôn tại đỉnh núi lửa, một quang cảnh vô cùng ngoạn mục. Điểm thu hút chính của vườn quốc gia là Hosmer's Grove, một khu rừng cắm trại với nhiều loài cây độc đáo từ khắp nơi trên thế giới như Tuyết tùng Himalaya (Cedrus deodara), Tuyết tùng Nhật Bản (Cryptomeria japonica), Bạch đàn Úc và thông, vân sam, bách, lãnh sam từ Bắc Mỹ. Các loài cây bản địa cũng có mặt nhưng không phổ biến do thiếu ánh sáng mặt trời (các loài cây khác cao nên che mất ánh sáng mặt trời).
Vườn quốc gia Haleakalā được biết đến với những tính năng độc đáo của núi lửa và là một trong những nơi tốt nhất tại Hoa Kỳ cho các nhà thiên văn học nghiệp dư, tại đại phương, ống nhòm và kính thiên văn rất có sẵn để cho thuê. Tại môi trường sống tự nhiên của khu vực núi lửa này, loài Ngỗng Hawaii (Nene) cũng có thể bắt gặp. Mặc dù loài này đã từng biến mất hoàn toàn tại vườn quốc gia nhưng đã được sự giúp đỡ của Hướng đạo sinh đưa con non trong ba lô đến khu vực này, và giờ đây ta có thể thấy lại chúng.
ở vườn quốc gia Haleakalā.

### Kipahulu

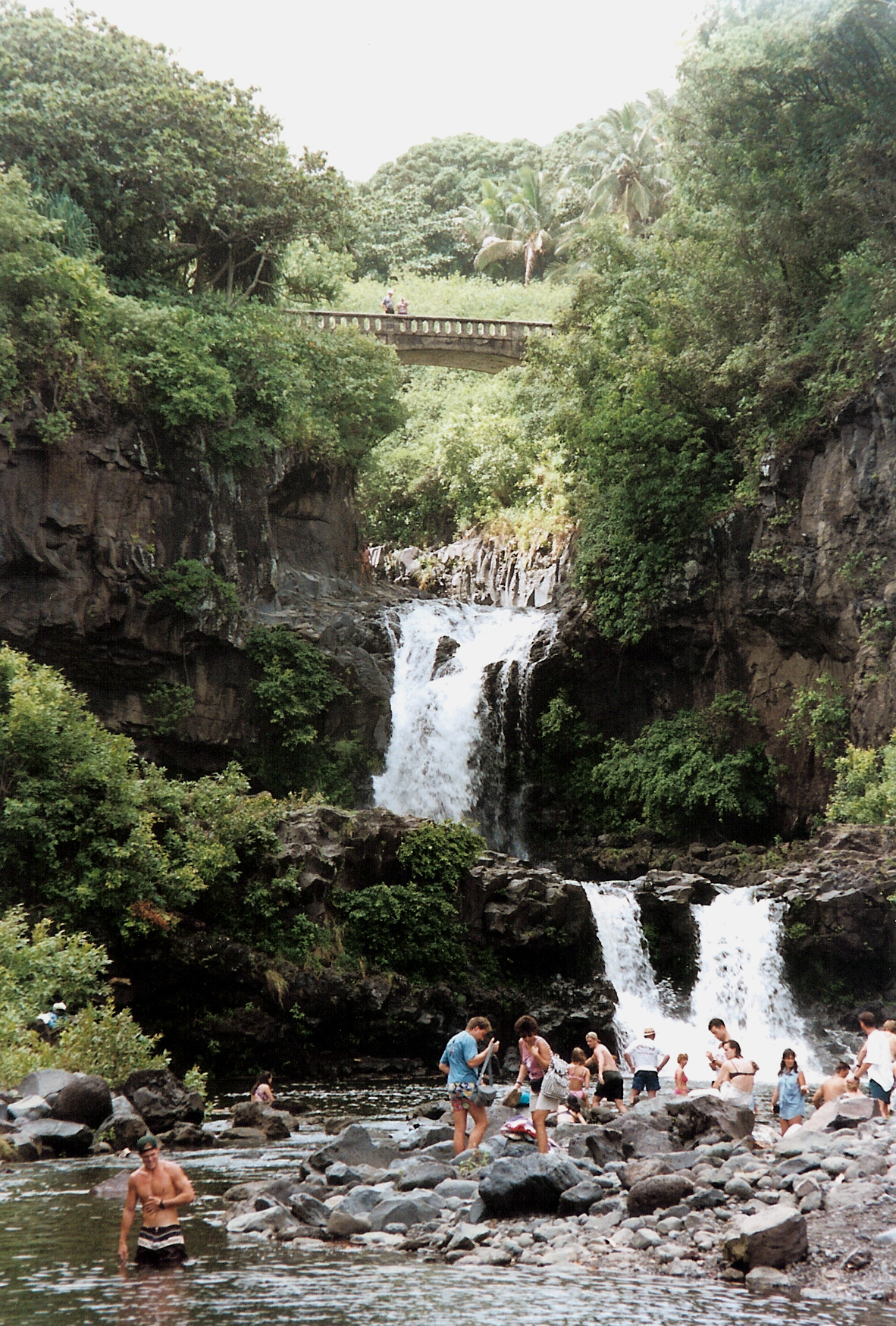
Hòa mình trong dòng nước của một thác nước tại Kipahulu

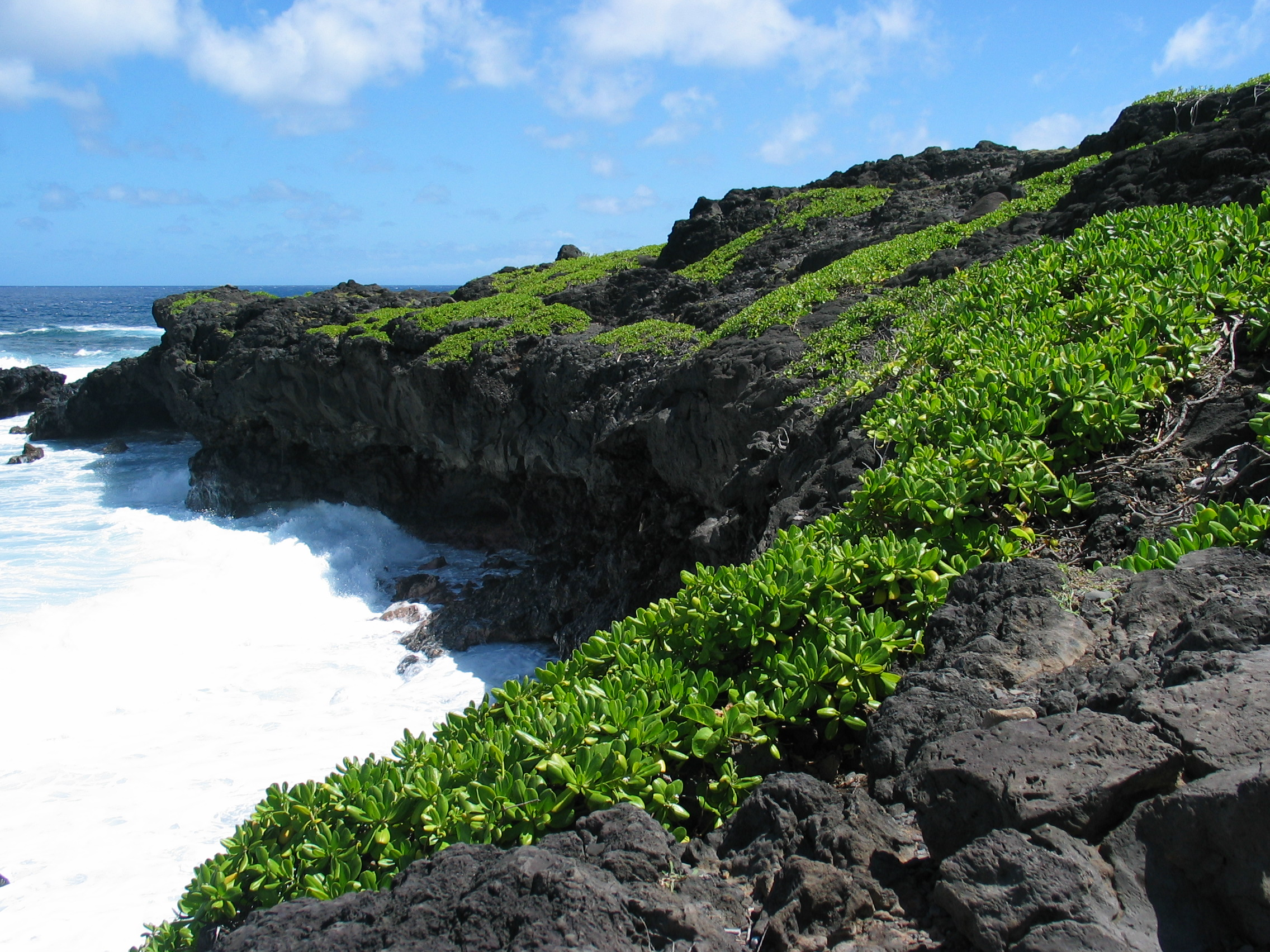
Khu vực bờ biển Kipahulu, thuộc vườn quốc gia Haleakalā

Phần thứ hai của vườn quốc gia có tên là Kipahulu. Du khách không thể lái xe trực tiếp đến khu vực này từ khu vực núi lửa Haleakalā mà phải đi theo một con đường ven biển quanh co của hòn đảo này. Đây là một phần của vườn quốc gia nằm trong khu vực dưới của thung lũng Kipahulu. Nó được ngăn cách với khu hội nghị thượng đỉnh của công viên bởi phần trên của thung lũng. Khu vực này được như là một phần của Khu dự trữ sinh học Thung lũng Kipahulu và không mở cửa cho công chúng tham quan nhằm bảo vệ các loài động thực vật bản địa mong manh trong cánh rừng nhiệt đới nơi đây.
Phần này của vườn quốc gia có hơn hai chục hồ cùng những con suối trong khe núi. Các hồ nước có những loài cá nước ngọt bản địa cực kỳ quý hiếm. Du khách có thể chọn bơi trong các hồ bơi, hoặc đi bộ trên một con đường mòn dẫn tới thác nước Waimoku.

## Động thực vật
Vì nó là một khu vực núi lửa nên gần như tất cả các loài thực vật và động vật là những loài bản địa tự nhiên hoặc được đưa đến đây (qua 2000 dặm bởi gió hoặc nước biển). Một khi các sinh vật đó đến, chúng đã thích nghi một cách kỳ lạ để cho ra các loài độc đáo. Số lượng các loài nguy cấp trong Vườn quốc gia Haleakala nhiều hơn bất kỳ vườn quốc gia nào khác tại Hoa Kỳ. Sau khi du lịch trở thành một hoạt động và ngành nghề chính của đảo, các loài bản địa đã dần bị phá hủy. Một ví dụ là loài gươm bạc Haleakalā là loài bản địa được tìm thấy tại khu vực có độ cao 2.100 mét (6.900 ft), nhưng do hoạt động du lịch, du khách tới đây nhổ chúng để cho nó lăn trên sườn núi lởm chởm hay vô tình dẫm lên chúng cùng với đó là tình trạng chăn thả dê quá mức khiến chúng giảm nhanh về số lượng và là loài sắp nguy cấp. hay Schiedea haleakalensis, là một loài đặc hữu trong họ Cẩm chướng đang trong tình trạng cực kỳ nguy cấp.